# Gino Lawless
Eugene Lawless, noto come Gino (Dublino, 14 gennaio 1959), è un ex calciatore irlandese.

## Carriera

### Club
Legò la maggior parte della propria carriera al Bohemians, dove giunse nel 1978: divenuto una delle pedine fondamentali del gioco della squadra (al punto che, già nel 1979, gli fu offerto un contratto con il Manchester United), ottenne notorietà a livello internazionale grazie a una rete segnata contro i Rangers ai trentaduesimi di finale della Coppa UEFA 1984-85. Dopo aver totalizzato 210 gare, nel 1986 firmò un contratto per il Dundalk, con cui giocò fino al 1994 vincendo alcuni trofei nazionali (tra cui due campionati nelle stagioni 1987-88 e 1990-91). Si ritirò dal calcio giocato nel 1997, dopo aver disputato tre stagioni con tre squadre diverse (tra cui il Bohemians, in cui militò tra le stagioni 1994-95 e 1995-96).

### Nazionale
Tra il 1978 e il 1979 ottenne due convocazioni nella nazionale Under-21, entrando in entrambi i casi a gara avviata. Partecipò inoltre a due gare disputate dalla nazionale olimpica tra il 1986 e il 1988, valide per le Qualificazioni alle Olimpiadi di Seul.

## Palmarès
- League of Ireland: 2

1987-88, 1990-91
- FAI Cup: 1

1987-88
- League of Ireland Cup: 3

Bohemians: 1978-79
Dundalk: 1986-87, 1989-90